# Olszanka (powiat łosicki)
Olszanka – wieś sołecka w Polsce położona w województwie mazowieckim, w powiecie łosickim, w gminie Olszanka. Leży  10 km od Łosic. 
Nazwa Olszanka należy do nazw pochodzenia topograficznego, wskazuje na osadę założoną w pobliżu lasu olchowego, których i dzisiaj nie brakuje na terenie gminy. 
W miejscowości znajduje się jednostka ochotniczej straży pożarnej. 
Wierni Kościoła rzymskokatolickiego należą do parafii św. Jana Chrzciciela w Hadynowie. W Olszance znajduje się kapliczka przydrożna poświęcona martyrologii miejscowych unitów. 

## Historia
W czasie okupacji niemieckiej mieszkająca we wsi rodzina Pawlaków udzieliła pomocy Żydom, Izaakowi,  Mordechajowi, Mosze i Elce Bron. W 1992 roku Instytut Jad Waszem podjął decyzję o przyznaniu Antoninie, Bronisławowi i Stefanowi Pawlak, oraz Jadwidze Pędrak-Lidka z d. Pawlak tytułu Sprawiedliwych wśród Narodów Świata.
W latach 1975–1998 miejscowość należała administracyjnie do województwa bialskopodlaskiego.